# Heliga Treenighetens kyrka, Mirovjane
Heliga Treenighetens kyrka, eller Heliga Trefaldighetskyrkan, (bulgariska: Църква Света Троица; translitteration: Tsarkva ''Sveta Troitsa) är en bulgarisk-ortodox kyrkobyggnad belägen i den centrala delen av byn Mirovjane i kommunen Stolitjna Obsjtina i regionen Sofija-grad, i västra Bulgarien.
Kyrkan är helgad åt Treenigheten och tillhör Sofias stift.

## Historik
Heliga Treenighetens kyrka i Mirovjane byggdes år 1871.
1880 målades kyrkan av Michael Blagovest och hans bror.

## Kyrkan
- Kyrkobyggnaden är 12 m lång och 6,80 m bred. Fasaden är gjord av sten och taket av trä.[2]

- Inne i kyrkan finns en ikonostas som också är gjord av trä.[2]